# Lokomobil

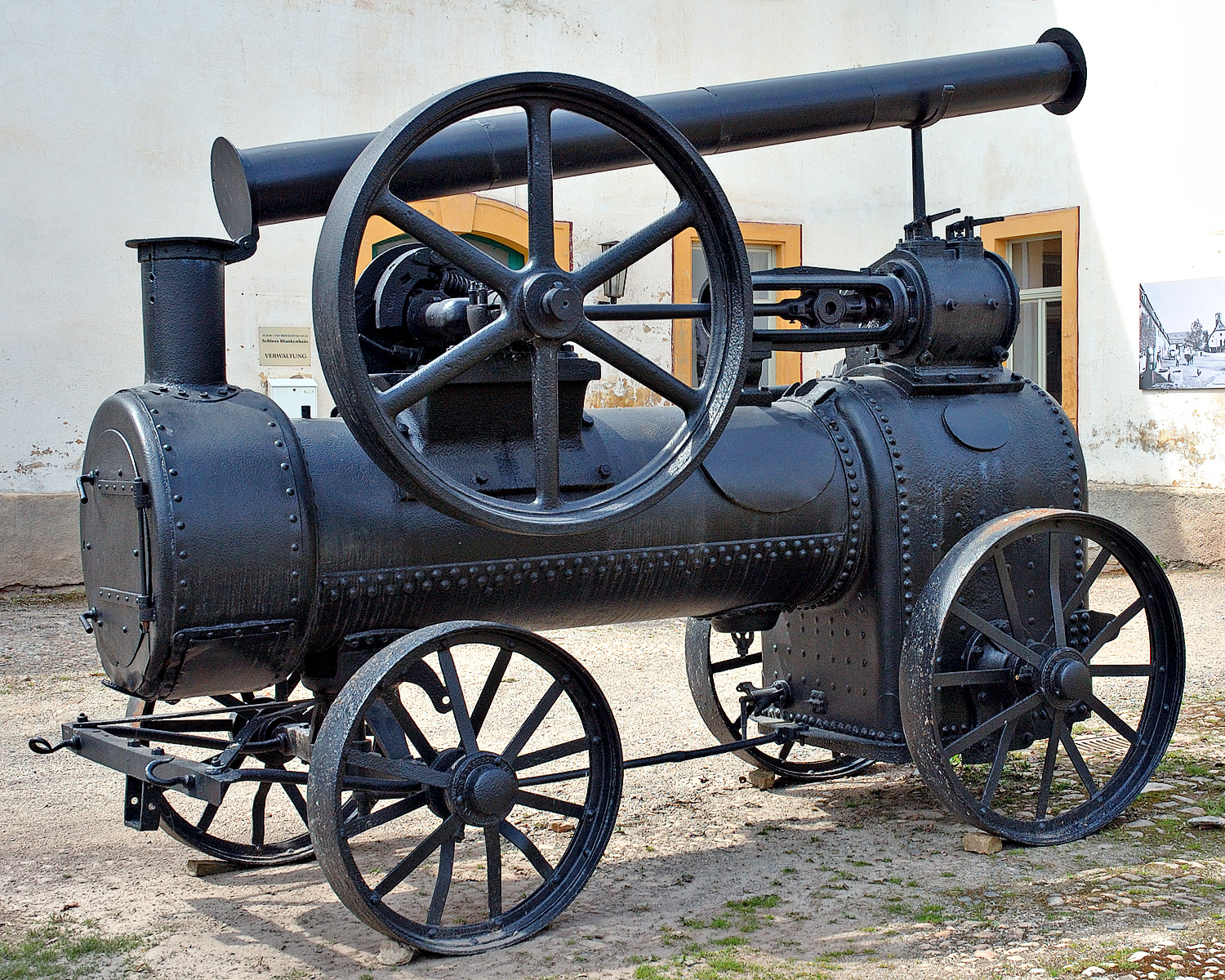
Lokomobil a németországi Blankenhein kastélymúzeumában

A lokomobil valamely munkagép meghajtását biztosító, mára elavult, kis hatásfokú, 10–60 kilowattos (~ 13-80 lóerő) teljesítményű energiafejlesztő egység, amelyet tűztér, gőzkazán, dugattyús gőzgép, forgattyús tengely és lendkerék összeépítésével alakítottak ki. Helyüket aztán főleg a dízelmeghajtású traktorok vették át. 
Egyaránt ismertek helyhez kötött vagy mobil (vontatott, önjáró) változatai. Ez utóbbiak a kormányművel és széles acélkerékkel is ellátott gőztraktorok vagy gőzvontatók alkalmazása főként az útépítésben (úthenger) és a mezőgazdaságban (gőzeke, cséplőgép), valamint alkalmanként a hadviselésben, főként a tüzérség szolgálatában volt jelentős (krími háború, búr háborúk). Helyhez kötött lokomobilokat jellemzően a bányászatban használtak a fúrókalapács meghajtására és a bánya megvilágítására.
Az 1810-es évektől másfél évszázadon keresztül gyártottak lokomobilokat, szórványosan az 1970-es évekig maradtak használatban. A legjelentősebb gyártócégek az angol Tornicroft és Fowler, valamint a német Heinrich Lanz AG voltak.

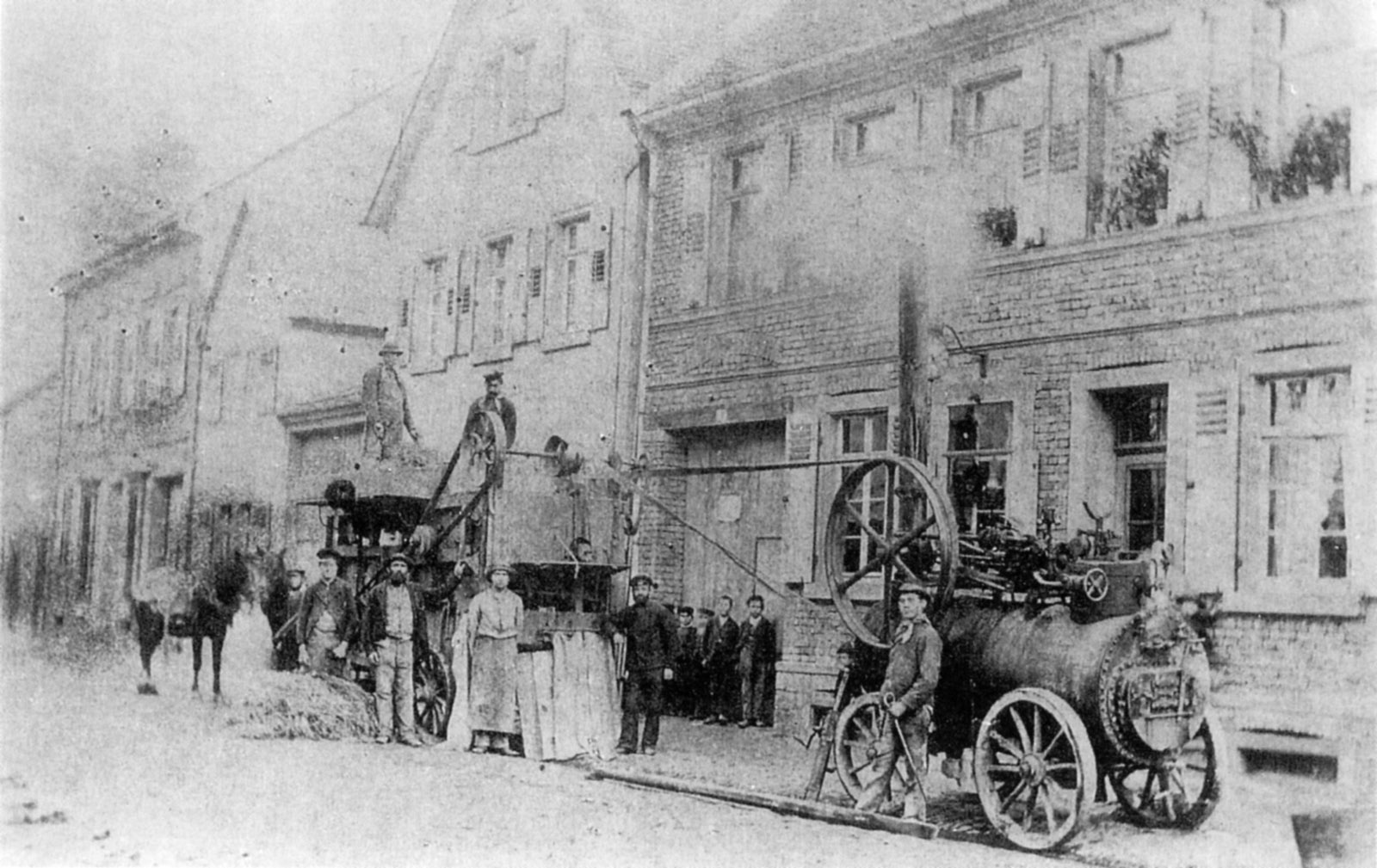
Gőzgép cséplőgépet hajt Groß-Gerauban a 19. század végén
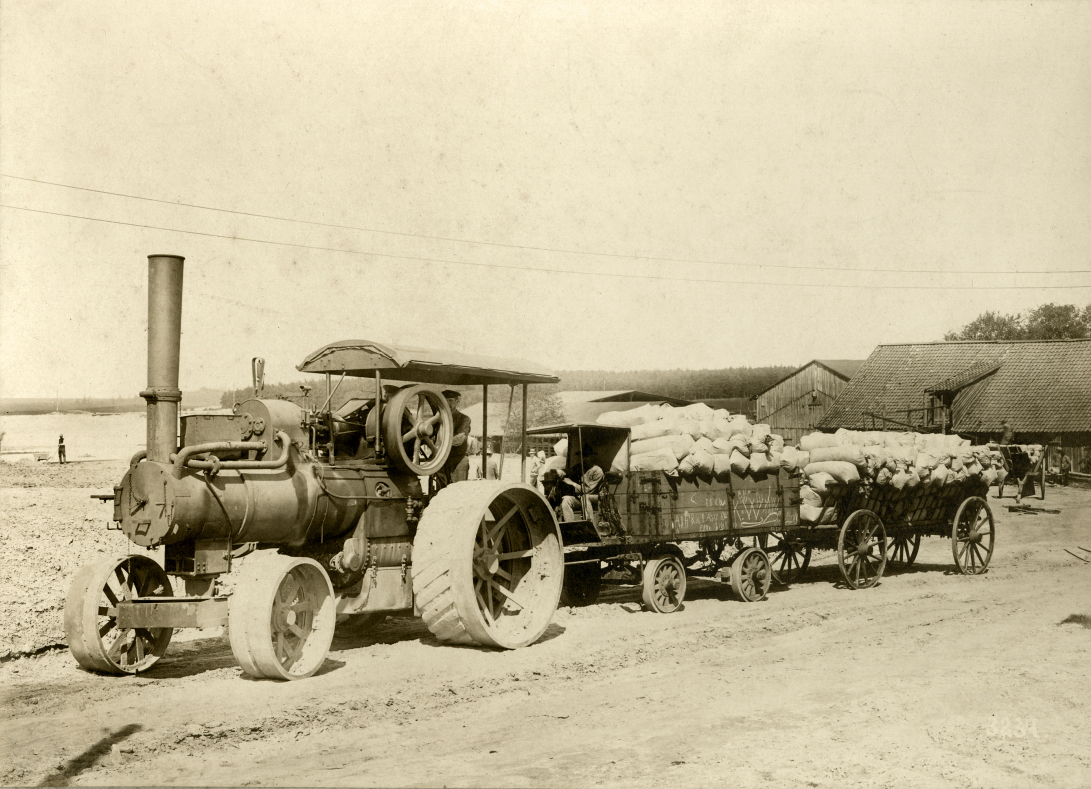
1900 – 1913, gőzvontató üzemben
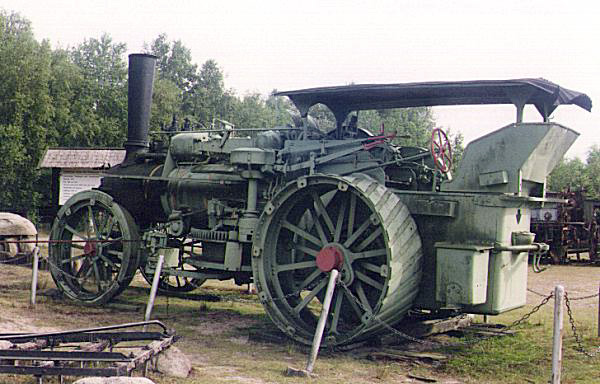
"Magánjáró" gőzgép
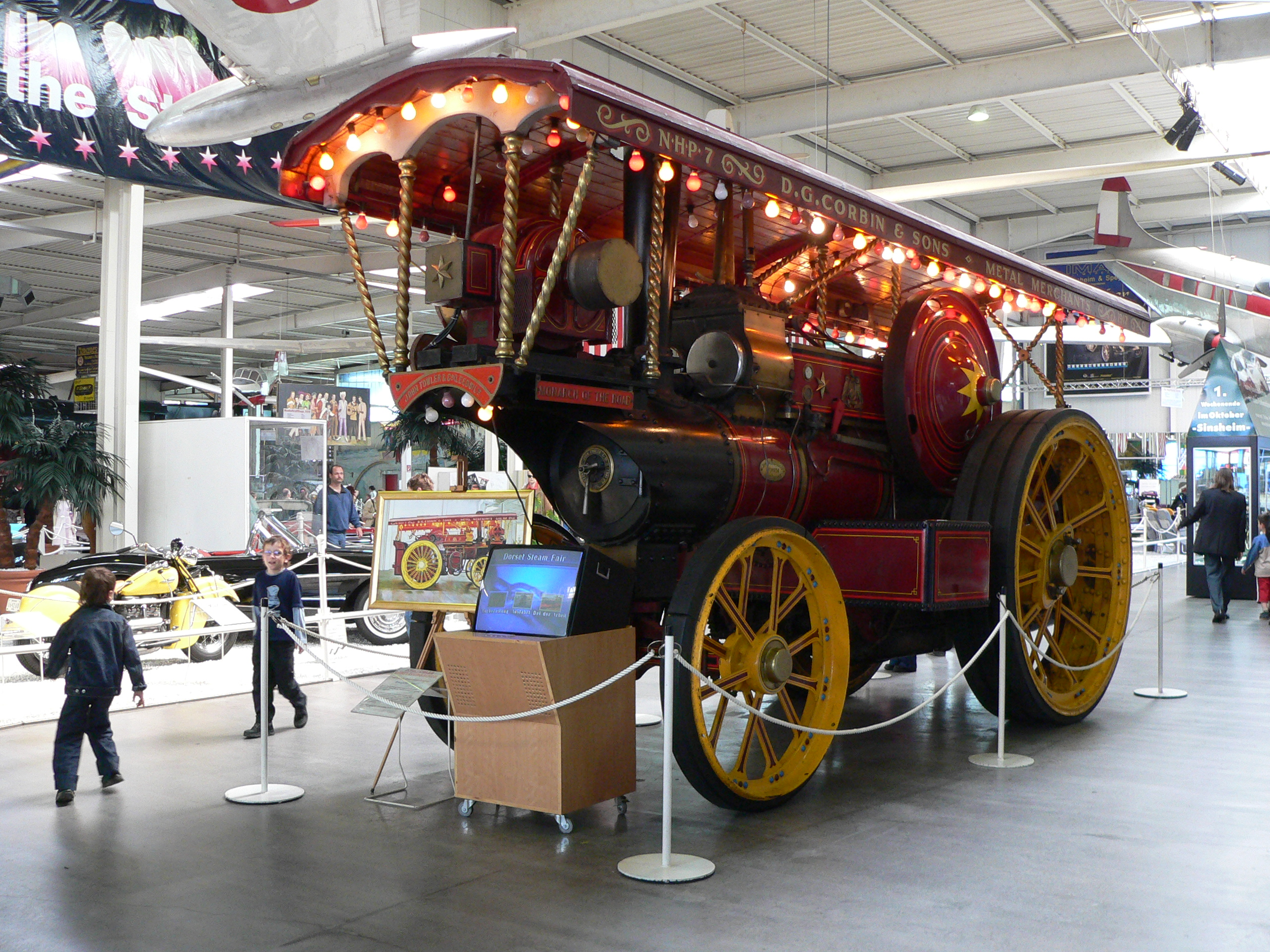
Fowlers „Monarch of the Road“-ja, egy magánjáró gőzgép áramfejlesztő generátorral kiállítva
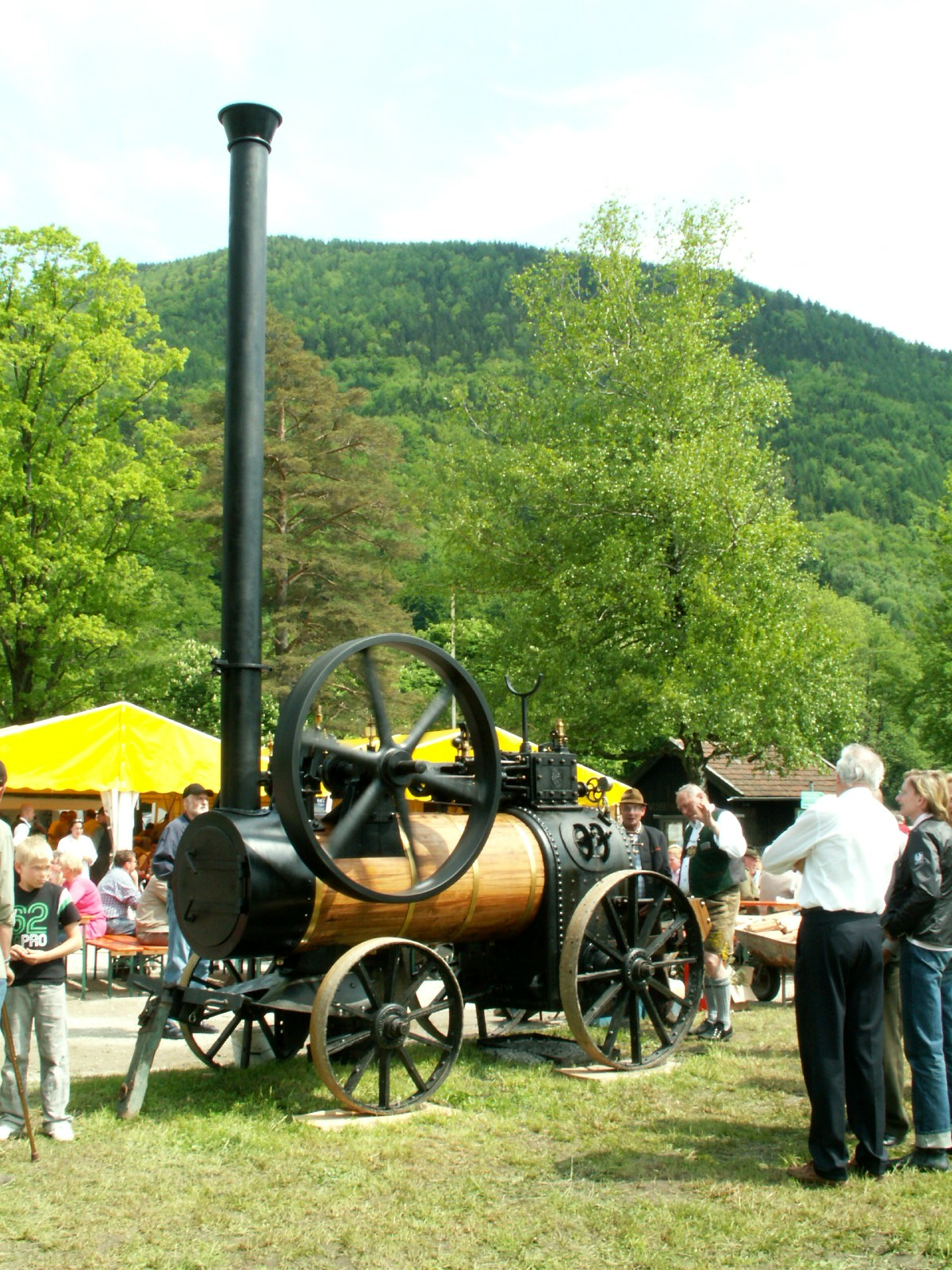
Gőzgép (1908) egy történeti kiállításon

## Külső hivatkozások
- Zicherman István: Páncélozott és teherszállító lokomobilok (gőztraktorok) az angol-búr háborúban